# Вустров (Фишланд)
Вустров (њем. Wustrow) град је у њемачкој савезној држави Мекленбург-Западна Померанија. Једно је од 64 општинска средишта округа Нордфорпомерн. Према процјени из 2010. у граду је живјело 1.244 становника. Посједује регионалну шифру (AGS) 13057094.

## Географски и демографски подаци
Вустров се налази у савезној држави Мекленбург-Западна Померанија у округу Нордфорпомерн. Град се налази на надморској висини од 2 метра. Површина општине износи 6,9 km². У самом граду је, према процјени из 2010. године, живјело 1.244 становника. Просјечна густина становништва износи 181 становник/km².